# Julia Siedl
Julia Siedl (* um 1980 in Wien) ist eine österreichische Jazzmusikerin (Piano, Komposition).

## Leben und Wirken
Siedl begann mit sieben Jahren an der J.G. Albrechtsberger Musikschule der Stadt Klosterneuburg klassischen Klavierunterricht zu nehmen. Nach der Matura am Bundesgymnasium Klosterneuburg studierte sie in Wien am Konservatorium Privatuniversität Wien Jazzpiano und parallel dazu Publizistik- und Kommunikationswissenschaften an der Universität Wien. Die beiden Studiengänge schloss sie kurz hintereinander 2001 und 2002 jeweils mit Auszeichnung ab. Dann zog sie nach London zum Master-Studium in Filmmusik am Central Saint Martin’s College of Art and Design, das sie 2003 absolvierte. In New York City bildete sie sich zudem mit Privatunterricht bei Marc Copland (2008) und Cidinho Teixeira (2010) fort.
Zurück in Wien ist Seidl seit 2004 als freischaffende Musikerin in der österreichischen Jazz- und Worldmusicszene tätig. Sie arbeitete mit André Heller, Alegre Corrêa, Mario Gonzi, Hans Salomon, Christian Havel, Joris Dudli, František Uhlíř, Leila Thigpen, Lorenz Raab, Jure Pukl oder Luis Ribeiro. 2014 gründete sie ihr „Julia Siedl Trio“ mit Andreas Waelti am Bass und Jörg Mikula am Schlagzeug, nachdem sie zuvor das „Julia Siegl Quartet“ mit Herwig Gradischnig am Saxophon, Milan Nikolic bzw. Uli Langthaler am Bass und Klemens Marktl am Schlagzeug leitete (Mini Saw Attac, 2011). Mit ihrem Trio mit Anđjelko Stupar am Schlagzeug und dem Bassisten Štefan Bartuš entstand das Album Good News (2017). Im Duoprojekt „Pearlmania“ wirkte sie gemeinsam mit der Sängerin Nika Zach und veröffentlichte 2014 das Album Bublinky.
Daneben war Seidl im Bereich der Theatermusik, etwa am Theater Akzent und am Volkstheater Wien sowie mit der Jeunesse-Kindertheaterproduktion „Carla’s Jazzmobil“ tätig. Auch komponierte und produzierte sie Filmmusik, etwa für Künstlerporträts und die Werbung.

## Diskographie
- Moving Offroad, 2007
- One Songbook, Urban Dreamtime Records 2011
- Mini Saw Attack, Barnette Records 2011
- Bublinky, Unit Records 2014
- Good News, Minor Music 2016